# Lista de correntes de gelo da Antártica
Esta é uma lista de correntes de gelo da Antártica.
Uma lista completa das correntes de gelo da Antártica não está disponível. Nomes e localizações de feições de gelo da  Antártica, incluindo aquelas listadas abaixo, podem ser encontradas no Comitê Científico sobre Pesquisa Antártica, Dicionário Geográfico. Os maiores sistemas de drenagem de gelo da Antártica são dados por Rignot e Thomas (2002). Estes incluem as correntes de gelo de maior fluxo, que estão listadas abaixo.
| - Corrente de Gelo Bailey - Corrente de Gelo Bindschadler (Corrente de Gelo D) - Geleira Byrd - Geleira David - Geleira Denman - Geleira DeVicq - Corrente de Gelo Echelmeyer (Corrente de Gelo F) - Corrente de Gelo Evans - Corrente de Gelo Foundation - Corrente de Gelo Institute - Geleira Jutulstraumen - Corrente de Gelo Kamb (Corrente de Gelo C) - Geleira Lambert - Geleira Land - Corrente de Gelo MacAyeal (Corrente de Gelo E) - Corrente de Gelo Mercer (Corrente de Gelo A) - Geleira Mertz - Corrente de Gelo Möller |  | - Geleira Mulock - Geleira Ninnis - Corrente de Gelo Patuxent - Geleira da Ilha Pine - Geleira Rayner - Geleira Recovery - Corrente de Gelo Rutford - Geleira Scott - Geleira Shirase - Geleira Slessor - Geleira Smith - Geleira Support Force - Geleira Stancomb-Wills - Geleira Thwaites - Geleira Totten - Corrente de Gelo Whillans (Corrente de Gelo B) - Corrente de Gelo Van der Veen (Corrente de Gelo B1) |